# Amegilla amymone
Amegilla amymone är en biart som först beskrevs av Charles Thomas Bingham 1896.  Amegilla amymone ingår i släktet Amegilla och familjen långtungebin. Inga underarter finns listade i Catalogue of Life.